# Günther Nürnberger
Günther Nürnberger (* 13. Januar 1948 in Brand; † 11. Mai 2013) war ein deutscher Mathematiker.

## Leben
1975 schloss Nürnberger sein Studium der Mathematik an der Friedrich-Alexander-Universität Erlangen-Nürnberg mit dem Doktortitel ab. Seine Dissertation trug den Titel Dualität von Schnitten für die metrische Projektion und von Fortsetzungen kompakter Operatoren. Anschließend habilitierte er dort auch und erhielt seine erste zweijährige Professur an der Universität Mannheim. Von 1985 bis 1989 gehörte er zu den Professoren, die im Rahmen des Fiebiger-Plans an der Friedrich-Alexander-Universität Erlangen-Nürnberg tätig waren. 1989 erhielt Nürnberger von der Universität Mannheim einen Lehrstuhl an der Fakultät für Mathematik und Informatik, den er bis zu seinem Ausscheiden aus dem aktiven Dienst im Januar 2013 innehatte.

## Wissenschaftliche Tätigkeit
Nürnberger war auf dem Gebiet der Numerischen Mathematik und der Approximationstheorie tätig. Zwischen 1993 und 1994 war er Dekan der Fakultät für Mathematik und Informatik an der Universität Mannheim. Zudem war er Institutsdirektor am Institut für Mathematik und langjähriges Mitglied im Fakultätsrat.
Er hat über 100 Publikationen verfasst und war Herausgeber von verschiedenen wissenschaftlichen Zeitschriften, darunter auch das Journal of Approximation Theory. Sein Buch Approximation by spline functions wurde oft in Vorlesungen und Seminaren zu Splines benutzt.

## Schriften (Auswahl)
- Dualität von Schnitten für die metrische Projektion und von Fortsetzungen kompakter Operatoren. Erlangen, Nürnberg, Univ., Naturwiss. Fak., Diss., 1975.
- (Hrsg.) Numerical Methods of Approximation Theory, Vol. 7 / Numerische Methoden der Approximationstheorie, Band 7: Workshop on Numerical Methods of Approximation Theory Oberwolfach, March 20–26, 1983 / Tagung über Numerische Methoden der Approximationstheorie Oberwolfach, 20.–26. März 1983. Birkhäuser, Basel 1984, ISBN 978-3-0348-6744-3.
- (Hrsg.) Delay Equations, Approximation and Application: International Symposium at the University of Mannheim, October 8–11, 1984. Birkhäuser, Basel, 1985, ISBN 978-3-0348-7378-9.
- Approximation by spline functions. Springer, Berlin 1989, ISBN 978-3-540-51618-7.
- (Hrsg.) Multivariate approximation and splines. Birkhäuser, Basel 1997, ISBN 978-3-7643-5654-5.